# 巴希萊峰國家公園
3°35′N 08°46′E / 3.583°N 8.767°E

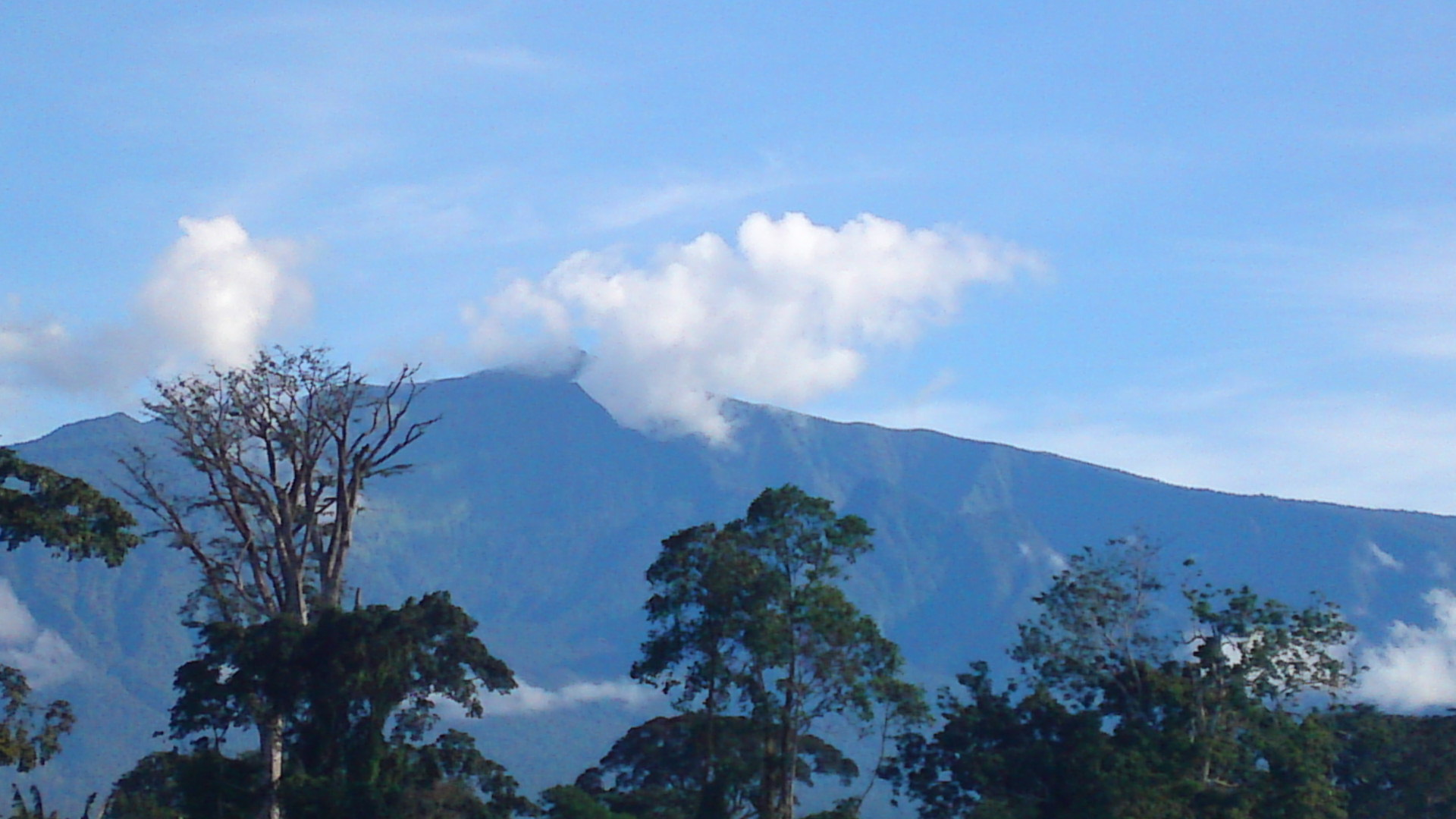

巴希萊峰國家公園是赤道幾內亞的國家公園，位於該國北部北比奥科省，處於比奧科島，鄰近幾內亞灣，始建於2000年，面積300平方公里。